# Mariascopia elegans
Mariascopia elegans är en insektsart som beskrevs av Bentos-pereira 2003. Mariascopia elegans ingår i släktet Mariascopia och familjen Proscopiidae. Inga underarter finns listade i Catalogue of Life.